# 위스크 브룸 스캐너
위스크 브룸 스캐너(Whisk broom scanner) 또는 스포트라이트 감지기(추적 스캐너를 가로질러서)는 광학 카메라로 위성 영상을 얻기 위한 기술이다. 그것은 공간에서 수동 원격 탐사를 위해 사용된다. 위스크브룸 감지기는, 반사경이 빛을 한번에 한 화소의 자료를 수집하는 단일 탐지기로 반사하는 위성 경로(지상 궤도)를 가로질러 스캔한다. 움직이는 부분이 이런 유형의 감지기를 비싸고 더 빨리 닳게 만든다. 위스크브룸스캐너는 스캔을 멈추고, 전형적으로 그 지역의 더욱 세밀한 부분을 포착하는 넓은 띠(주사면)의 한 부분에 대한 탐지기에 초점을 맞추는 효과가 있다. 이것은 근접 관찰 스캐너라고도 불리며, 카메라의 망원 렌즈와 비슷하다.

## 같이 보기
- 푸시 브룸 스캐너